# Amath Ndiaye (football)
Pour les articles homonymes, voir Ndiaye.
Amath Ndiaye Diedhiou, né le 16 juillet 1996 à Pikine, est un footballeur international sénégalais qui évolue au poste d'ailier au Real Valladolid.

## Biographie

### Carrière en club

#### Atlético de Madrid
Né à Pikine, Amath rejoint le centre de formation de l'Atlético de Madrid en 2014, en provenance du Real Valladolid. Le 5 septembre 2015, il fait ses débuts au sein l'équipe réserve, en tant que remplaçant lors d'un match nul 0-0 contre le CD Lugo.
Le 15 novembre 2015, Amath marque ses premiers buts en tant que pro, inscrivant un doublé lors d'une victoire à domicile 3-0 contre le CD Móstoles. Puis, le 6 janvier qui suit, il marque un triplé lors d'une victoire 4-1 face à l'AD Parla.

#### Prêté au CD Tenerife
Le 26 août 2016, Amath est prêté un an au club du CD Tenerife en Liga 2. Le 3 septembre, il fait ses débuts avec sa nouvelle équipe, en entrant en jeu à la place d'Álex García. Le match se conclut sur une défaite de 3 à 1 à l'extérieur contre le club d'Elche CF.
Le 12 octobre 2016, Amath inscrit son premier but en marquant le seul but de son équipe, lors d'une défaite à l'extérieur en Coupe du Roi, 1 à 3 contre le Real Valladolid. En fin de mois, il marque un doublé lors d'une victoire à domicile 3 à 2 contre le Rayo Vallecano.
Amath termine la saison avec 12 buts, constituant un élément-clé de l'équipe. Toutefois, les Canariens manquent leur promotion lors des play-offs.

#### Getafe CF
Le 10 août 2017, il signe un contrat de cinq ans avec le Getafe CF.
Dix jours après sa signature, Amath réalise ses débuts en Liga, en commençant par un match nul 0-0 contre l'Athletic Bilbao. Il inscrit son premier but au sein de l'élite espagnole le 30 septembre, marquant le premier d'une défaite 1–2 face au Deportivo La Corogne.

### Real Valladolid
Amath et prêter au club du Real Valladolid, Il joue la saison 2023-2024, en D2 espagnol , il terminera, vice champion avec cinq buts en neuf matchs dont un triplé.
Le club lève l’option d’achat.

### Carrière en équipe nationale
Il reçoit sa première sélection en équipe du Sénégal le 9 septembre 2018, contre Madagascar. Cette rencontre qui se solde par un match nul (2-2), rentre dans le cadre des éliminatoires de la Coupe d'Afrique des nations 2019.

## Palmarès
Real Valladolid CF
- Vice-Champion du Championnat d'Espagne de football de deuxième division 2023-2024